# Uroxys microcularis
Uroxys microcularis là một loài bọ cánh cứng trong họ Bọ hung (Scarabaeidae).